# 테러산

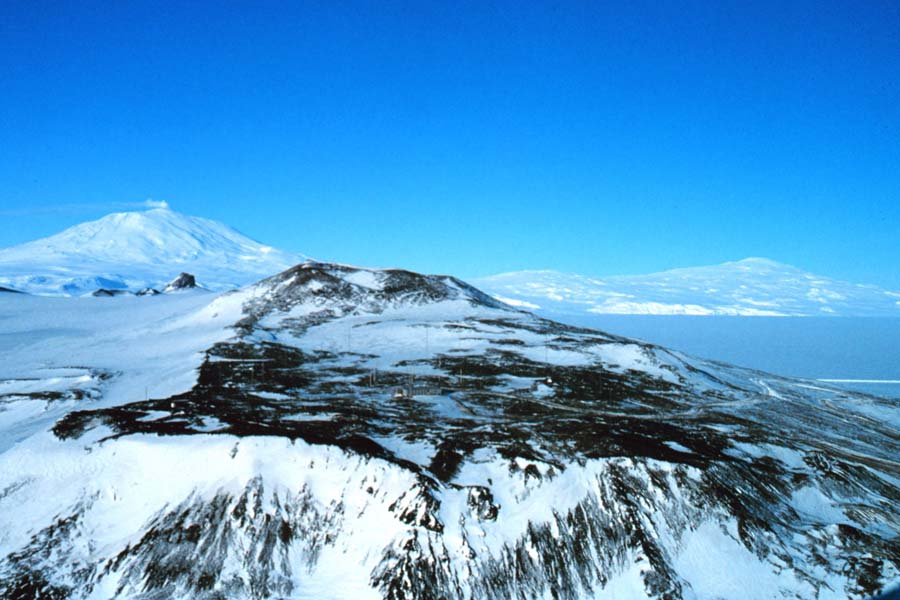

테러산(Mount Terror)은 남극 로스 섬에 있는 순상 화산으로, 사화산이다. 이 산은 남극에서 두 번째로
높은 화산으로, 옆에는 에러버스 산이 있다.